# Odinstårn

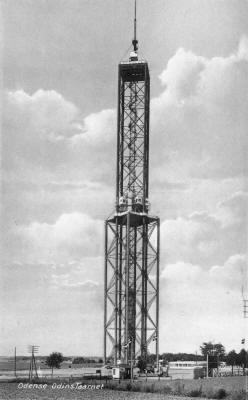

De Odinstårn (vertaald in het Nederlands: Odinstoren) was een 177 meter hoge uitzichttoren in de Deense stad Odense. De toren heeft van 1934 tot 1944 bestaan. In die periode was de Odinstårn de tweede hoogste toren van Europa, na de Eiffeltoren.

## Geschiedenis
Bij de bouw van de Oude Kleine Beltbrug tussen Jutland en het eiland Funen in de jaren 1929-1935 bleef een deel van het stalen constructiemateriaal over. Omdat het zonde was om deze kostbare materialen niet te gebruiken, werd besloten er een toren van te bouwen. Als bouwlocatie werd gekozen voor de 36 meter hoge Bolbro bakke, een heuvel aan de westzijde van Odense. De stalen toren werd op 30 mei 1935 - Hemelvaartsdag - voor het publiek geopend.
De toren werd al snel een toeristische trekpleister, met jaarlijks 250.000 bezoekers.

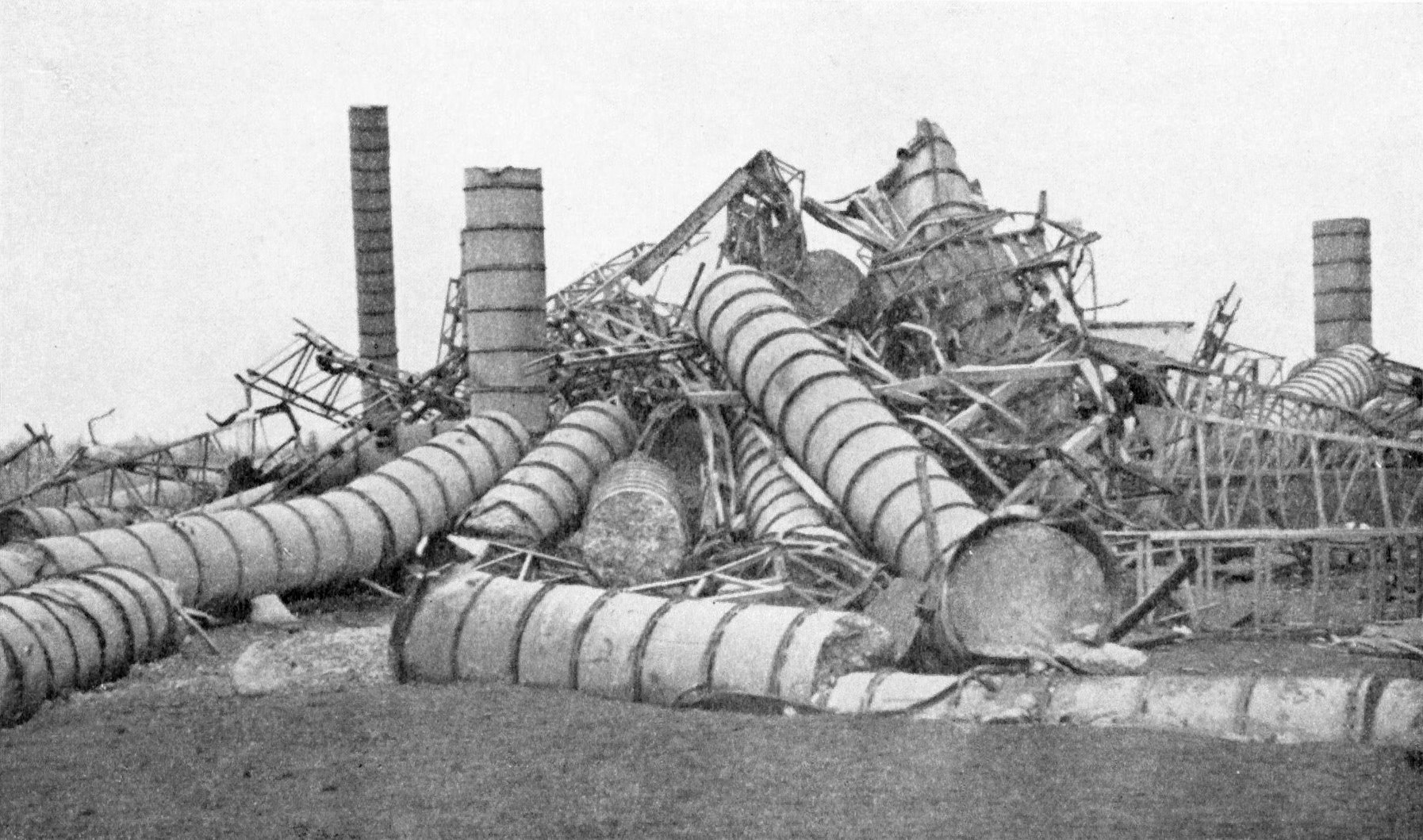
De verwoeste toren, 1944

### Verwoesting
Tijdens de Tweede Wereldoorlog overwoog de Duitse bezetter om de toren in gebruik te nemen als luisterpost. De harde wind rond de hoge toren zorgde echter voor te veel bijgeluiden.
In 1944 nam de Deense tegenstand tegen de Duitse bezetter toe. Om de bevolking en het verzet af te schrikken wilden de Duitsers een voorbeeld stellen door het opblazen van de suikerfabriek, de glasfabriek of de Odinstårn. Er werd gekozen voor de laatste. De Petergruppe, aangevoerd door de Deense nazi Henning E. Brøndum, voerde het plan uit. Op het hoofdkwartier van de Gestapo stelden de leden van de Petergruppe de explosieven samen, waarna ze deze aanbrachten op de toren. Op 14 december 1944 om 6.15 uur bliezen ze de toren volledig op.
De staalresten van de verwoeste toren werden binnen enkele maanden opgeruimd. Het duurde echter nog circa tien jaar totdat ook de betonnen funderingen waren verwijderd.

### 21e eeuw
In 2004 werd op de locatie van de voormalige Odinstårn een kopie van 12 meter hoog geplaatst, gemaakt door leerlingen van de Odense Tekniske Skole. Ook werd een vereniging opgericht met het doel een nieuwe Odinstårn te bouwen.

## Beschrijving
De stalen toren was 177 meter hoog en had twee platforms die toegankelijk waren voor bezoekers. Het eerste platform bevond zich op 70 meter hoogte en had een toegangsprijs van 50 øre. Hier was tevens een stervormig restaurant gevestigd.
Voor het tweede platform op 140 meter moest één kroon worden betaald. Ook hier was een restaurant, de Konkyliebar, met een wenteltrap naar de top.
Onderaan de toren was eveneens een restaurant gevestigd.